# ヒメコウゾ
ヒメコウゾ（姫楮、学名: Broussonetia kazinoki）はクワ科コウゾ属の落葉低木。雌雄同株で山地に生える。別名、ナンゴクコウゾともよばれる。中国名は、楮。学名に関しては、長らくBroussonetia kazinokiとされてきたが、近年の研究で命名者であるシーボルトが持ち帰ったBroussonetia kazinokiとされた原資料を調査した結果、それらの資料にヒメコウゾはないことからBroussonetia kazinoki ＝ヒメコウゾ説は否定され、ヒメコウゾの学名としてはBroussonetia monoicaとすることが提唱された。
和紙の原料としても使われているコウゾ（楮、学名: B. kazinoki × B. papyrifera）は、本種とカジノキ（学名：B. papyrifera）の雑種で、葉もより大型である。

## 特徴
樹高は2 - 5メートル (m) ほどになる。枝はややつる性となるが、茎は直立する。樹皮は灰褐色で縦筋があり、やや網目状になる。一年枝は暗褐色で、無毛かやや毛が残る。葉は枝に互生し、長さ0.5 - 1センチメートル (cm) ほどの葉柄を持ち軟毛が生える。葉の形はゆがんだ卵形から広卵形で、ときにクワの葉のように2 - 3片に深裂する。葉身の長さ4 - 10 cm、幅2 - 5 cm、基部はゆがんだ円形または鋭形で、先は尾状に長く尖る。葉の縁は鈍鋸歯があり、表面には短毛があり、裏面の葉脈には粗い毛がある。葉柄は短い。秋になると、比較的鮮やかな黄色に紅葉する。
花期は4 - 5月、雌雄同株で、新枝の下部の葉腋に雄花序、上部の葉腋に雌花序をつける。雄花序は径1 cmほどの球状、雌花序は径4ミリメートル (mm) ほどの球状で、雌花序には赤紫色の長さ5 mmほどの糸状の花柱を多数つける。果期は7 - 8月で、径1.5 cmほどの赤熟した球状の集合果をつける。果実は食べられる。
冬芽は互生し、丸みのある円錐形で2枚の芽鱗に包まれている。冬芽と葉痕との間には托葉痕がある。枝先につく仮頂芽は小さく、枝先は枯れることが多い。葉痕は円形や楕円形で、維管束痕は多数が輪状に並ぶ。

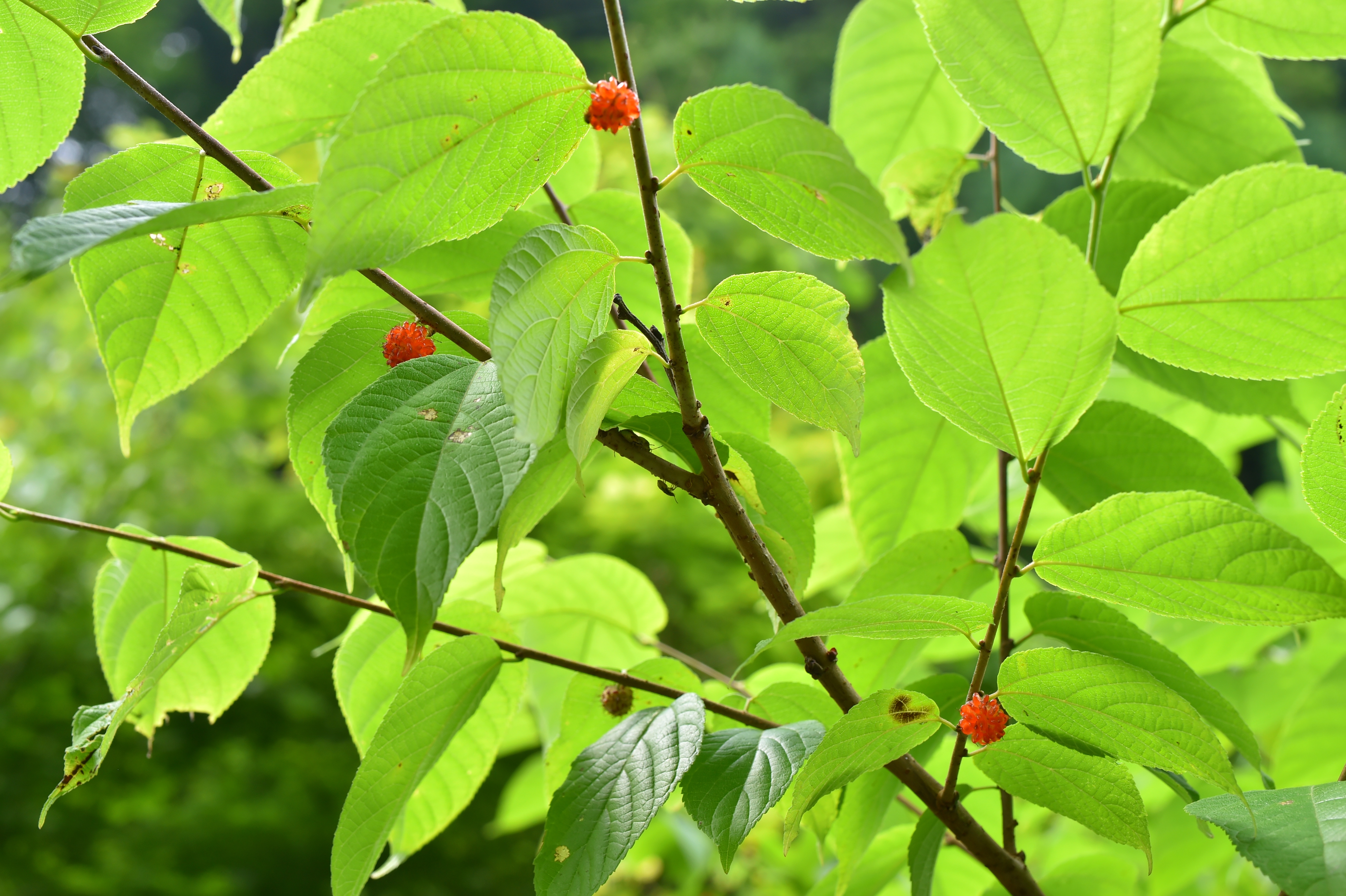
葉と果実

## 分布と生育環境
日本では、本州の岩手県以南、四国、九州（奄美大島まで）に、東アジアでは朝鮮半島、中国中南部に分布する。低地や低山地の林縁に自生する。コウゾ類は和紙の原料として栽培されたので、人里周辺に多い。